# 30 Assault Unit
La Unidad de Asalto 30 (igualmente conocida como Comando 30, 30AU e Indios Rojos de Ian Fleming) fue una unidad británica de combate y multiservicio que operó durante la Segunda Guerra Mundial, recolectando información de inteligencia de las fuerzas alemanas durante los desembarcos anfibios.
La principal misión de la unidad era movilizarse al frente de las fuerzas aliadas para tomar posiciones encubiertas en el territorio enemigo por cualquier medio necesario, recolectando información de inteligencia a través de documentos cifradores, equipo de radiocomunicaciones, radares y armamento personal. La unidad trabajó muy de cerca con el Cuerpo de Inteligencia en operaciones de seguridad.

## Historia
La unidad era una mezcla de cerebros de la Royal Navy propiamente dicha y "músculos" de los Royal Marines. Comenzó en 1942 con apenas 40 efectivos, y terminó la guerra con 25 oficiales y 300 hombres, divididos en tres tropas. "Un equipo típico", escribe Rankin, "tendría un oficial naval a cargo, además de un oficial técnico o un científico adjunto, un oficial de habla alemana de la Unidad de Interrogación Avanzada RN y un oficial de la Marina Real o suboficial de alto rango que dirige una sección de infantes de marina bien armados con vehículos y, fundamentalmente, un destacamento W / T. Al principio, el rendimiento de la Unidad de Asalto fue incompleto. Durante la desastrosa operación de Dieppe en agosto de 1942, se disparó y no llegó a tierra firme. 
Las fuerzas británicas se dieron cuenta de que Alemania poseía unidades de inteligencia similares a la 30AU.  Una de estas unidades recolectó importantes documentos de unos cuarteles británicos abandonados en Atenas, Grecia, cuando la ciudad fue invadida.
En septiembre de 1942, el director de la División de Inteligencia Naval, el almirante John Henry Godfrey, autorizó la idea de Ian Fleming para crear la Unidad Especial de Inteligencia, compuesta de 33 Marines Reales, 34 del Ejército, 35 de la Fuerza Aérea Real y 36 de la Armada Real. La Unidad Especial de Inteligencia fue renombrada posteriormente Comando 30 (Unidad Especial de Ingeniería) y subsecuentemente como Unidad de Asalto 30, en diciembre de 1943.
Después del fin de la guerra en Europa, un destacamento de Marines Reales fue enviado al escenario de operaciones en el Océano Pacífico, para realizar operaciones de inteligencia contra Japón, pero la rendición de este país en agosto, dio por terminadas las operaciones planeadas.
La Unidad de Asalto 30 fue desarticulada en 1946.